# Heather Corrie
Heather Corrie (Mánchester, 25 de julio de 1971) es una deportista británica que compitió en piragüismo en la modalidad de eslalon. Ganó seis medallas en el Campeonato Mundial de Piragüismo en Eslalon entre los años 1995 y 2005, y dos medallas en el Campeonato Europeo de Piragüismo en Eslalon, plata en 1998 y bronce en 2004.

## Palmarés internacional
| Campeonato Mundial | Campeonato Mundial                   | Campeonato Mundial | Campeonato Mundial |
| Año                | Lugar                                | Medalla            | Competición        |
| ------------------ | ------------------------------------ | ------------------ | ------------------ |
| 1995               | Nottingham (Reino Unido)             | Medalla de plata   | K1 por equipos     |
| 1997               | Três Coroas (Brasil)                 | Medalla de bronce  | K1 por equipos     |
| 1999               | Seo de Urgel (España)                | Medalla de bronce  | K1 por equipos     |
| 2002               | Bourg-Saint-Maurice (Francia)        | Medalla de bronce  | K1 por equipos     |
| 2003               | Augsburgo (Alemania)                 | Medalla de bronce  | K1 por equipos     |
| 2005               | Penrith (Australia)                  | Medalla de plata   | K1 por equipos     |
| Campeonato Europeo |                                      |                    |                    |
| Año                | Lugar                                | Medalla            | Competición        |
| 1998               | Roudnice nad Labem (República Checa) | Medalla de plata   | K1 por equipos     |
| 2004               | Skopie (Macedonia)                   | Medalla de bronce  | K1 por equipos     |